# Heirbaan Boulogne-Kassel-Keulen

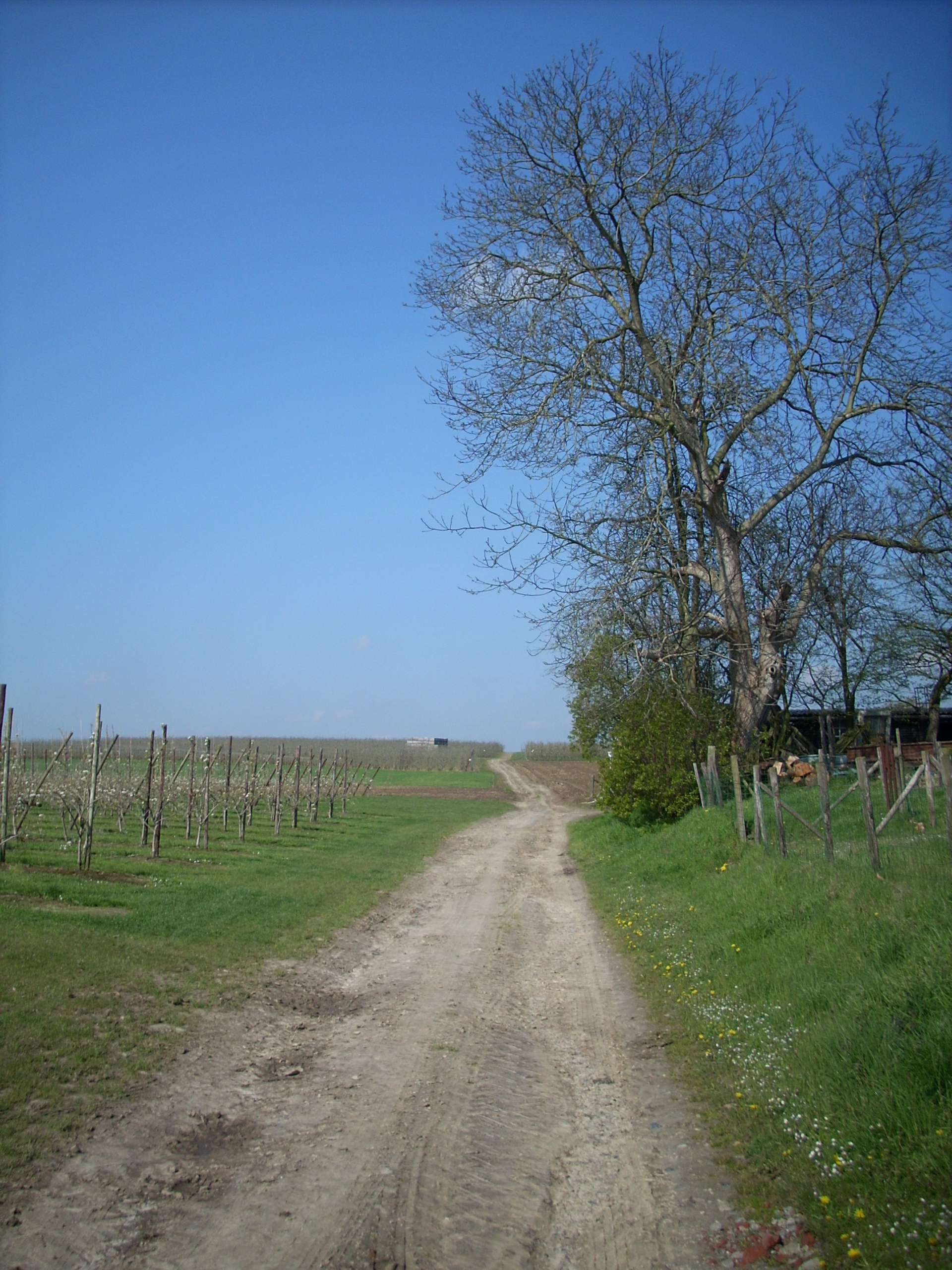
Historische ligging bij Bommershoven

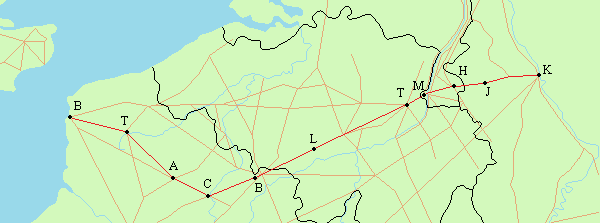
Het Romeinse wegennet met de heirbaan herkenbaar als de min of meer rechte lijn van Boulogne (B) naar Tongeren (T) en Keulen (K)

De heirbaan Boulogne-Kassel-Keulen was een Romeinse hoofdweg die vertrok in Gesoriacum (Boulogne-sur-Mer) en via Kassel, Asse en Atuatuca Tungrorum (Tongeren) eindigde in Keulen. Ze vormde een korter alternatief voor de Via Belgica over Bavay. In het bijzonder het stuk tussen Tienen en Maastricht is een archeologisch relict van eerste orde, zij het niet beschermd.

## Verloop
De weg bestond uit drie delen:
- van Boulogne naar Hollebeke, op de Peutingerkaart weergegeven als een onderdeel van de route Boulogne–Wervik–Doornik–Bavay
- van Hollebeke naar Asse en Tienen: dit gedeelte liep over de valleiranden, met een minimum aan rivierkruisingen en hellingen
- van Tienen naar Tongeren: een rechtlijnige weg van Romeinse oorsprong maar niet vermeld in de toenmalige bronnen

Het bochtige gedeelte Hollebeke–Tienen is niet meer te herkennen in het landschap. Het is ook nergens archeologisch aangetoond, maar in de omgeving van de route bevinden zich wel diverse Gallo-Romeinse sites en plaatsnamen. In de periode 1950–1980 werden twee mogelijkheden gesuggereerd: een "zuidelijk traject" via Kester en een "noordelijk traject" via Asse. Sinds 2000 wordt niet langer rekening gehouden met het zuidelijke traject.

## Overblijfselen
Vier gedeelten zijn bewaard gebleven:
- van Lederzele tot Wemaarskappel: de route de Watten
- van Kassel tot Reningelst: de route de Poperinghe en Casselstraat
- van Zellik tot Kassei (Vilvoorde): de Romeinsesteenweg en Koningslosteenweg
- van Grimde tot Piringen: de Oude Heerweg, Wangestraat, Romeinseweg en Romeinse Kassei

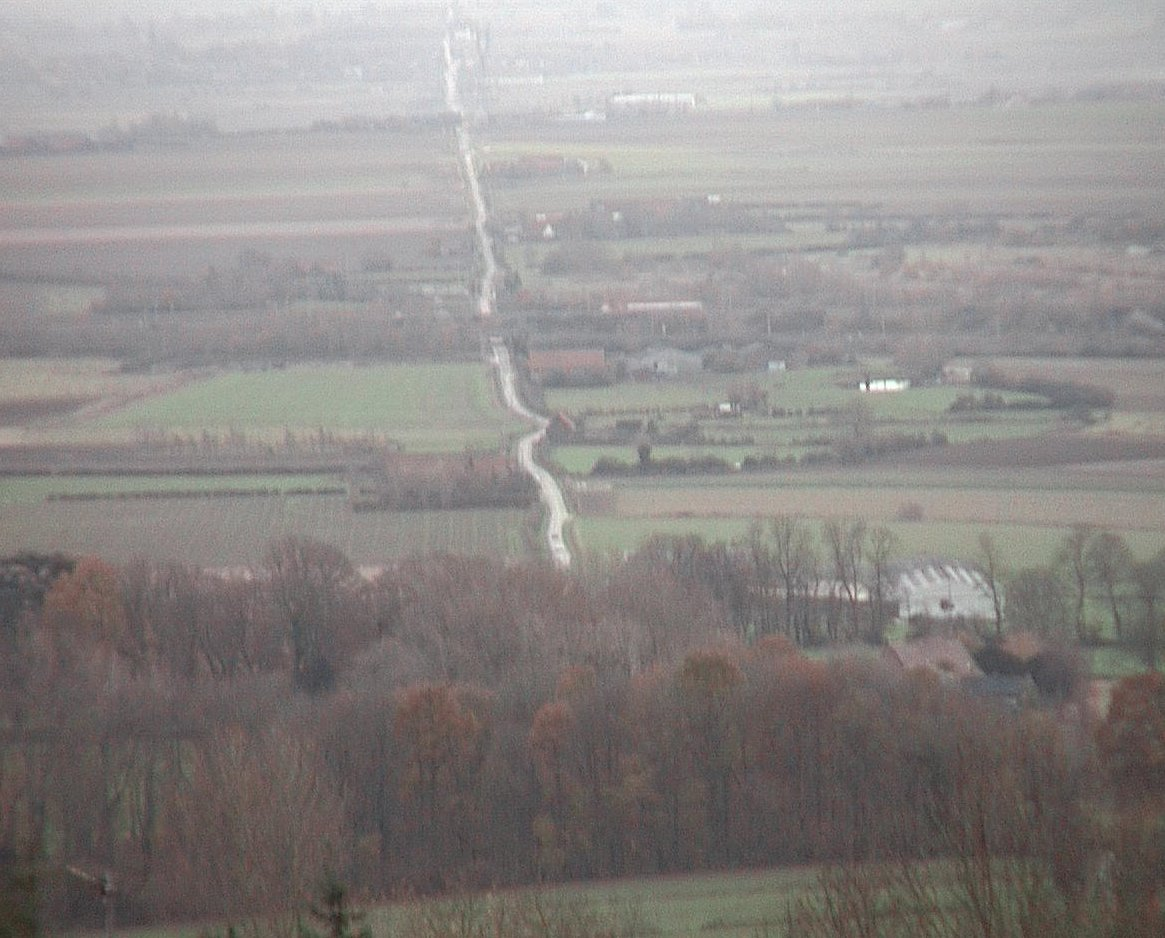
Luchtfoto bij Kassel
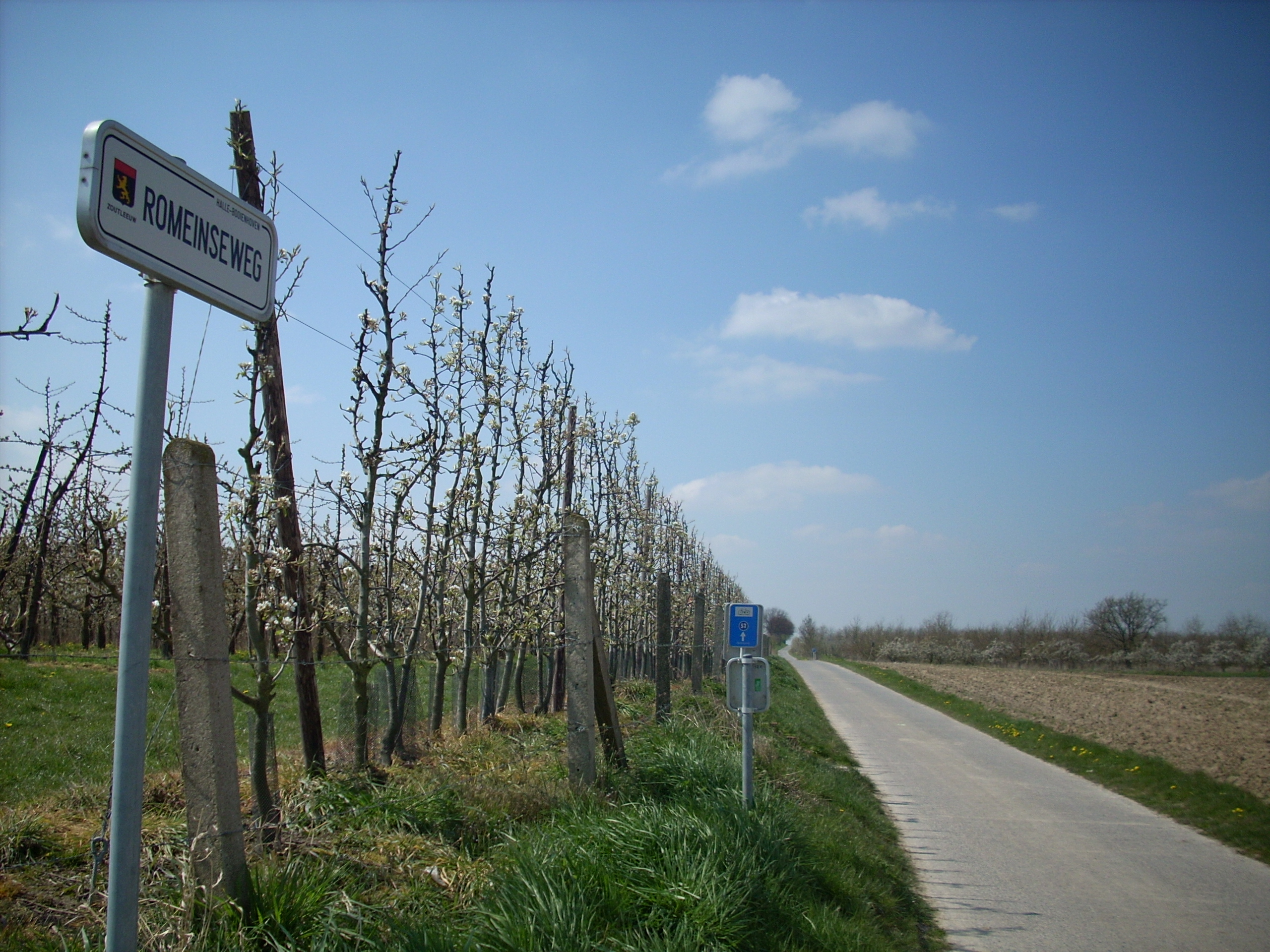
De Romeinseweg in Halle-Booienhoven
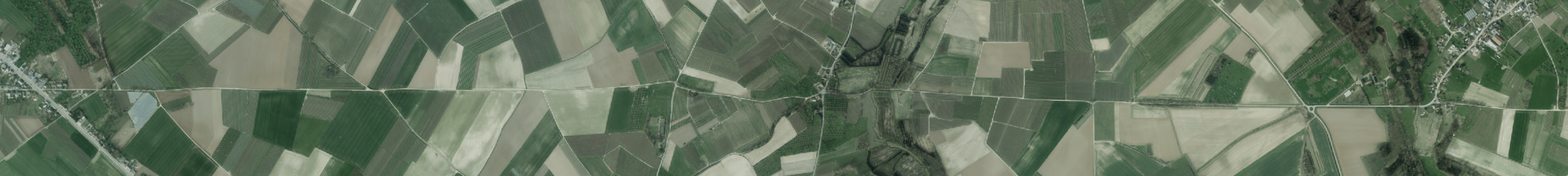
Satellietbeeld bij Helshoven
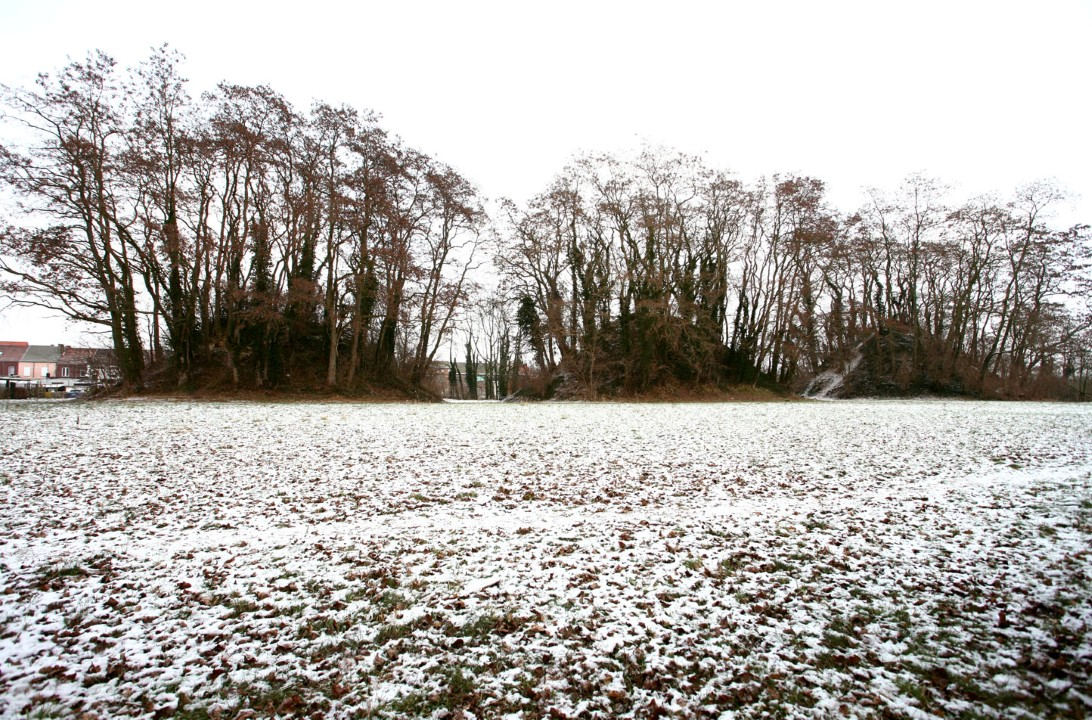
De "Drie Tommen"
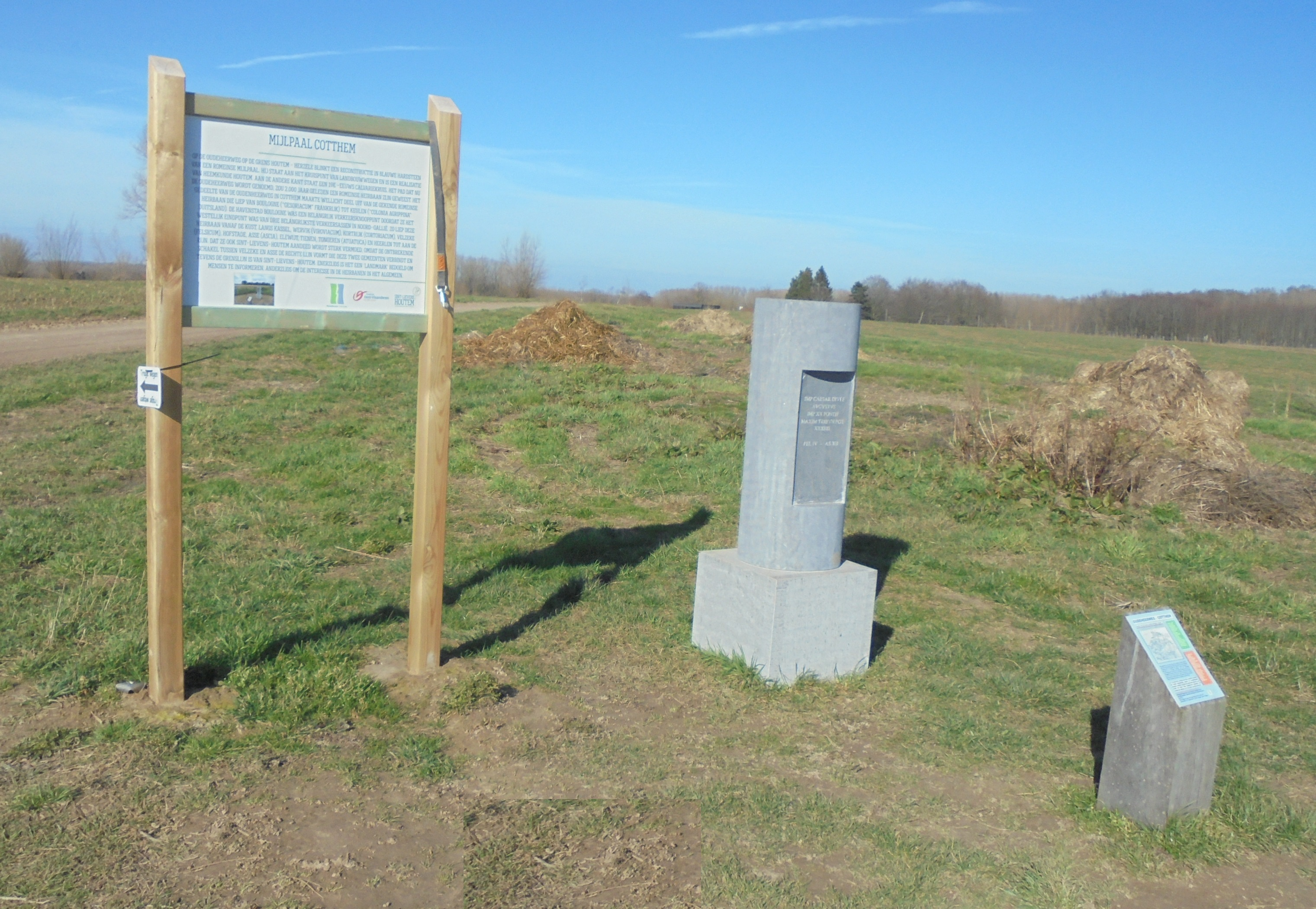
Gereconstrueerde mijlpaal bij het Cotthembos in Sint-Lievens-Houtem
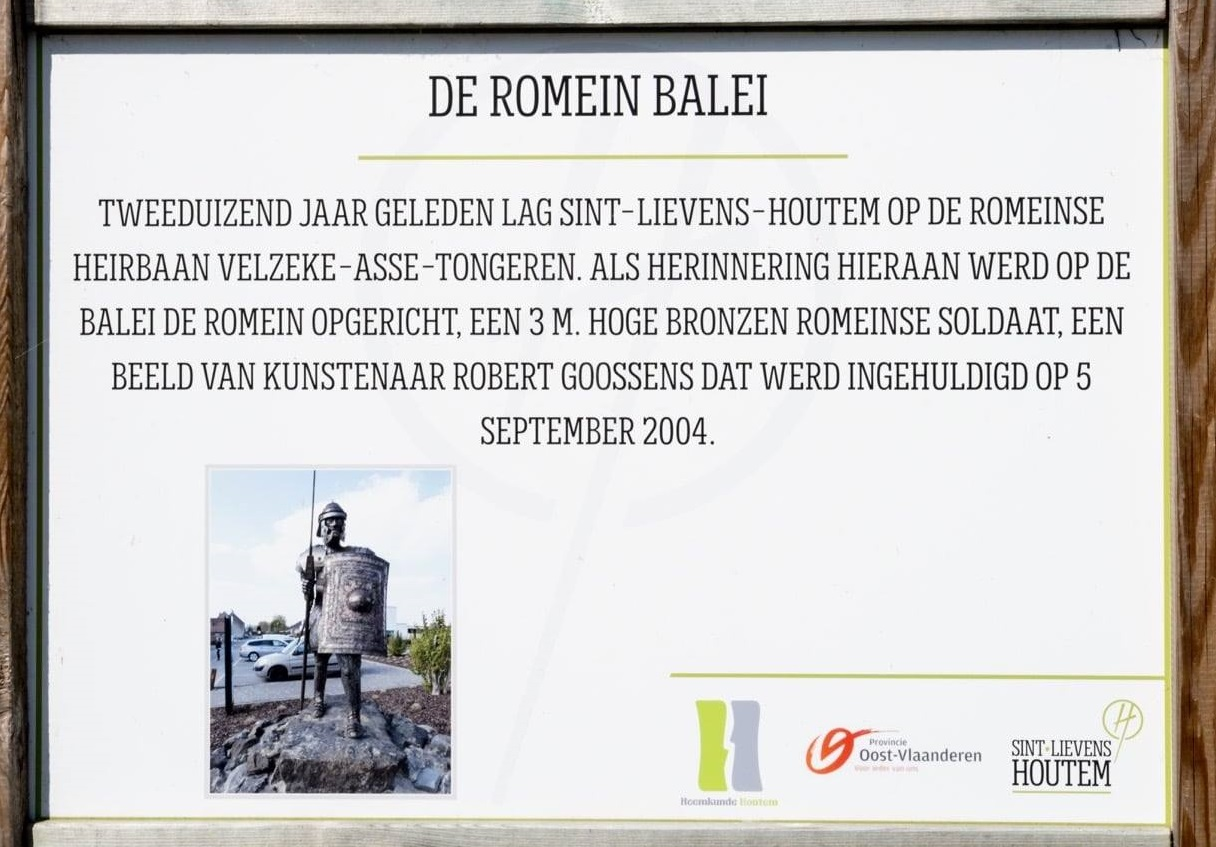
De Romein aan de Balei in Sint-Lievens-Houtem
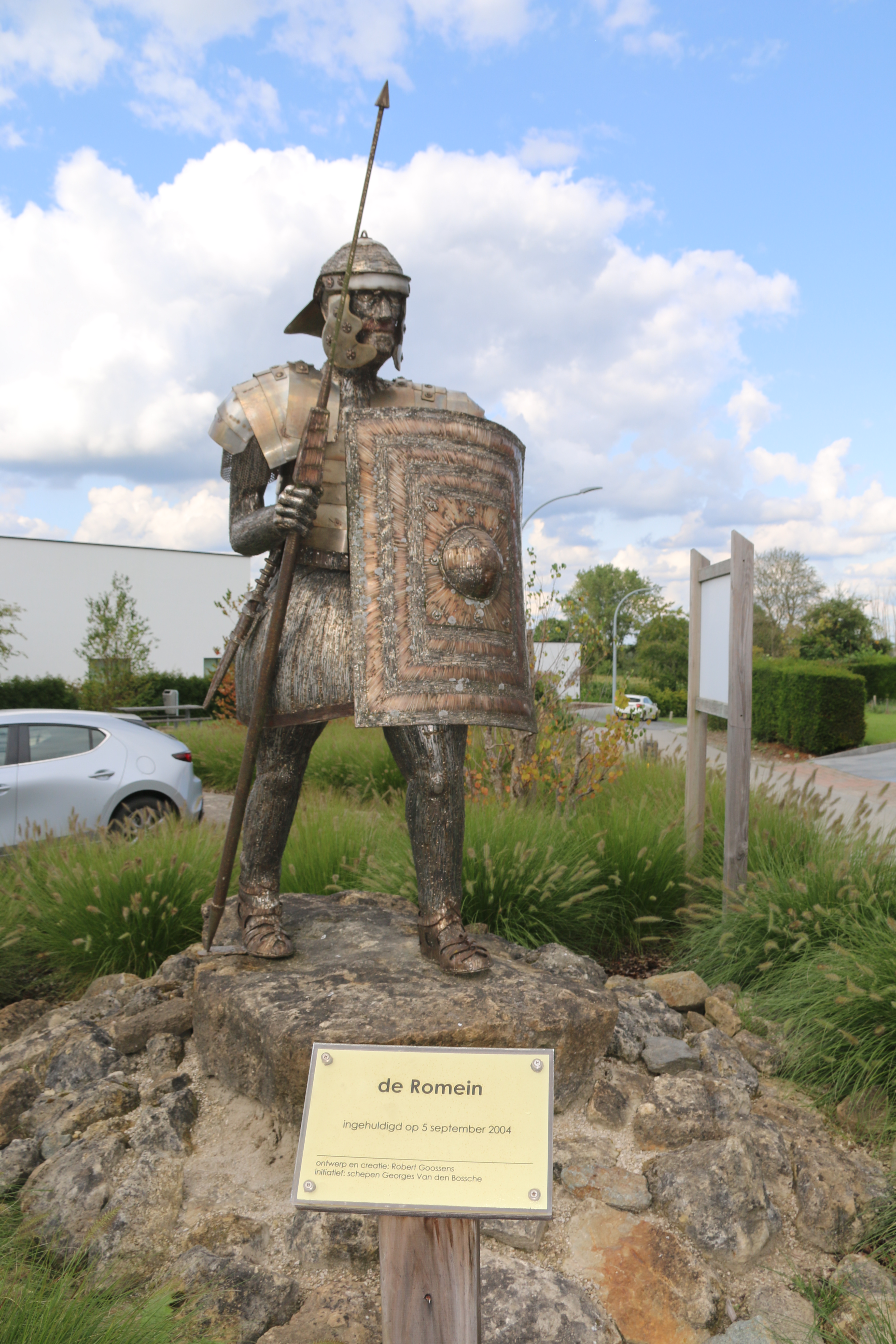
De Romein aan de Balei in Sint-Lievens-Houtem

## Plaatsen
Hedendaagse plaatsen in de buurt van het traject zijn onder andere:
- Boulogne-sur-Mer, toentertijd een belangrijke Kanaalhaven
- Kassel, de administratieve hoofdplaats van de Civitas Menapiorum
- Kortrijk, met een pont (?) over de Leie
- Hermelgem, met een pont (?) over de Schelde[5]
- Velzeke (met Provinciaal Archeocentrum Velzeke en de Paddestraat)
- Leeuwbrug, met een voorde over de Dender
- Asse
- Vilvoorde, met een voorde over de Zenne
- Erps-Kwerps
- Leuven, met een voorde over de Dijle
- Tienen, met een voorde over de Gete
- Tongeren, de administratieve hoofdplaats van de Civitas Tungrorum